# جيم غاري (لاعب كرة قاعدة)
جيم غاري (بالإنجليزية: Jim Garry)‏ هو لاعب كرة قاعدة أمريكي، ولد في 21 سبتمبر 1869 في غريت بارينغتون في الولايات المتحدة، وتوفي في 13 يناير 1917 في بيتسفيلد في الولايات المتحدة.

## وصلات خارجية
- جيم غاري على موقعبيزبول رفرنس.كوم (الدوري الرئيسي) (الإنجليزية)
- جيم غاري على موقعبيزبول رفرنس.كوم (الدوري الثانوي) (الإنجليزية)